# Maia Challenger 2021
Il Maia Challenger 2021, nome ufficiale Maia Open, è stato un torneo maschile di tennis giocato sulla terra rossa indoor. È stata la 7ª edizione del torneo, facente parte della categoria Challenger 80 nell'ambito dell'ATP Challenger Tour 2021, con un montepremi di 44 820 €. Si è giocato dal 6 al 12 dicembre 2021 al Complexo de Ténis da Maia di Maia, in Portogallo. La settimana successiva si è svolta la settima edizione, seconda del 2021.

## Partecipanti

### Teste di serie
| Nazionalità   | Giocatore            | Ranking* | Testa di serie |
| ------------- | -------------------- | -------- | -------------- |
| Slovacchia    | Andrej Martin        | 121      | 1              |
| Belgio        | Kimmer Coppejans     | 205      | 2              |
| Portogallo    | Gastão Elias         | 222      | 3              |
| Portogallo    | João Domingues       | 248      | 4              |
| Portogallo    | Nuno Borges          | 253      | 5              |
| Taipei cinese | Tseng Chun-hsin      | 254      | 6              |
| Canada        | Steven Diez          | 269      | 7              |
| Francia       | Geoffrey Blancaneaux | 281      | 8              |

* Ranking al 29 novembre 2021.

### Altri partecipanti
I seguenti giocatori hanno ricevuto una wild card per il tabellone principale:
- Pedro Araújo
- Tiago Cação
- Duarte Vale

I seguenti giocatori sono entrati nel tabellone principale con il protected ranking:
- Elliot Benchetrit
- Julien Cagnina

I seguenti giocatori sono passati dalle qualificazioni:
- Lorenzo Bocchi
- Miguel Damas
- Oscar Moraing
- Simone Roncalli

## Punti e montepremi
| Torneo    | Torneo              | V     | F     | SF    | QF    | 2T  | 1T  | Q | Q2  | Q1  |
| Singolare | Punti               | 80    | 48    | 29    | 15    | 7   | 0   | 4 | 1   | 0   |
| Singolare | Premi in denaro (€) | 6 190 | 3 650 | 2 160 | 1 260 | 730 | 450 | – | 225 | 115 |
| Doppio    | Punti               | 80    | 48    | 29    | 15    | –   | 0   | – | –   | –   |
| Doppio    | Premi in denaro (€) | 2 670 | 1 550 | 930   | 550   | –   | 310 | – | –   | –   |

## Campioni

### Singolare
Geoffrey Blancaneaux ha sconfitto in finale  Tseng Chun-hsin con il punteggio di 3–6, 6–3, 6–2.

### Doppio
Nuno Borges /  Francisco Cabral hanno sconfitto in finale  Gonçalo Oliveira /  Andrej Martin con il punteggio di 6–3, 6–4.